# Cefapirina
La cefapirina un antibiotico appartenente alla famiglia delle cefalosporine di prima generazione ad ampio spettro.
È utilizzata in campo veterinario per combattere i più comuni patogeni mammari causa di mastiti. In particolare il farmaco viene utilizzato per la cura dei bovini per la produzione del latte. 
La cefapirina è attiva nella cura delle mastiti acute, sub-acute e croniche sostenute da Gram negativi e Gram positivi.